# 宽容悖论

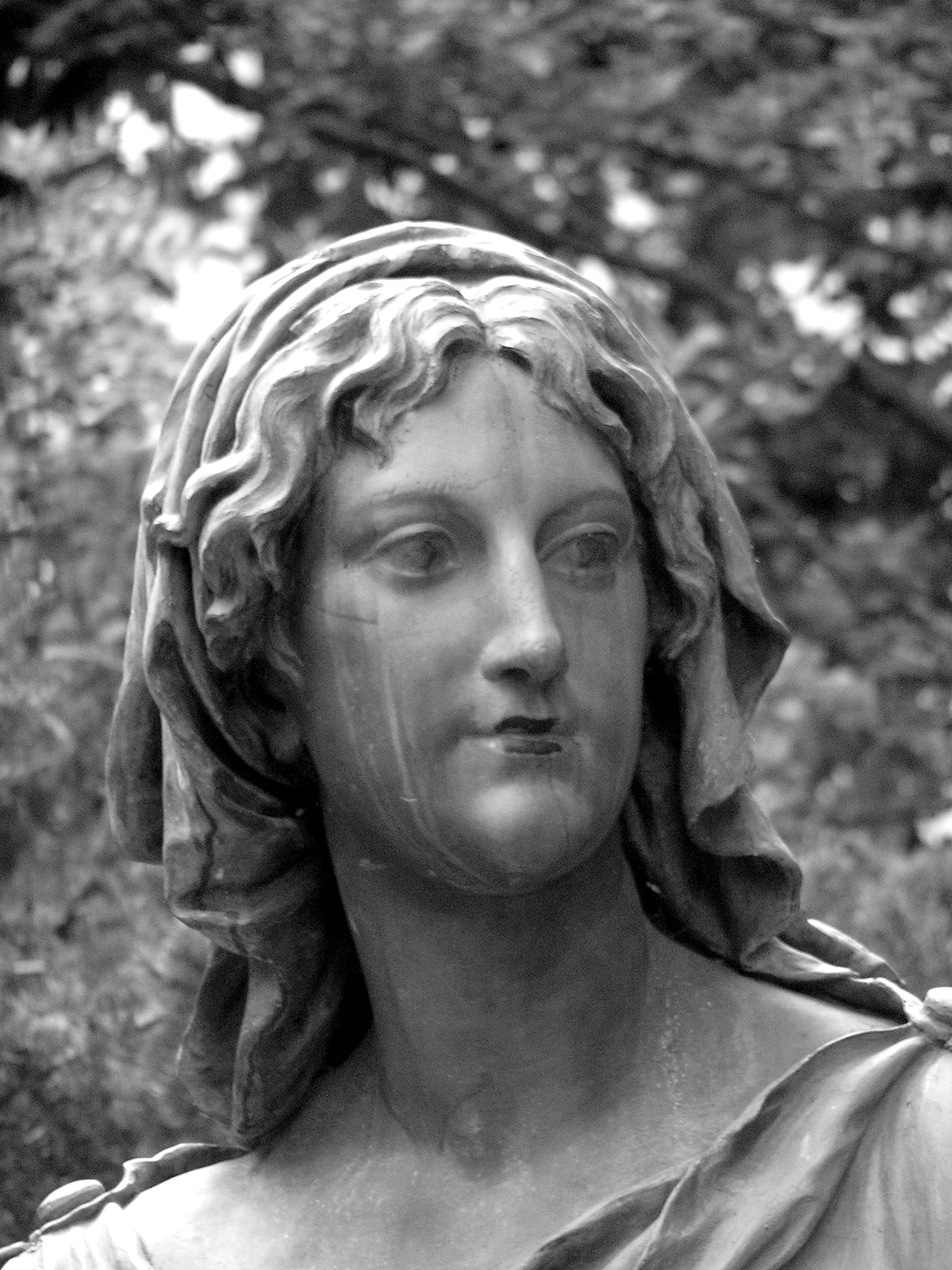
陳列在露厥安奇的“寬容的化身”雕像，作為紀念神聖羅馬帝國皇帝約瑟夫二世之大型展示品的一部分，因被認為是德意志文化的象徵，於捷克斯洛伐克獨立後被民族主義者拆除。

宽容的悖论是一種觀點，是指如果一个社会對人无限宽容，那么這個寬容的社會最终会被不宽容的人掌控以及摧毁。卡尔·波普尔在開放社會及其敵人中提出如果要讓社會維持一個寬容的狀態，社会不能對不宽容的人有所容忍。1971年，哲学家约翰·罗尔斯在正义论中提出，一个公正的社会必须容忍不懂得宽容的人，否则這個社会本身就会变得不宽容，从而不公正。不过罗尔斯也强调，若不宽容的观点威胁到了公正社会的根基，且宪法已不足以保证社会宽容的情况下，宽容社会为了自保(self-preservation)的缘由可以限制和取缔不宽容的言论和行为。